# SN 1974D
SN 1974D – niepotwierdzona supernowa odkryta 20 marca 1974 roku w galaktyce NGC 3916. W momencie odkrycia miała maksymalną jasność 15,50m.